# 光に向かって100の花束
『光に向かって100の花束』（ひかりにむかってひゃくのはなたば）は、高森顕徹によるエッセイ集。2000年10月に1万年堂出版から刊行された。のち、続編『光に向かって 123の心のタネ』『光に向かって 心地よい果実』が出版された。

## 内容
ショートストーリー集。歴史上の人物の成功談や、失敗談、心あたたまる話を集めたもの。「“百以上の、おとぎ話や有益な話を知らなければ、親の資格がない”と、ある教育者は道破する。」と前書きにある。

## シリーズ
- 『光に向かって 100の花束』
- 『光に向かって 123の心のタネ』
- 『光に向かって 心地よい果実』

## ラジオ朗読版
2011年4月から9月までの半年間、6局のAM局で放送された。朗読は声優の鈴木弘子が担当。
- 北海道放送：土　6:30～6:45
- 文化放送：日　5:05～5:20
- 北日本放送：土　6:30～6:45
- 中部日本放送：日　7:00～7:15
- 毎日放送：日　6:15～6:30
- 中国放送：日　6:00～6:15

東日本大震災で被害が大きかった岩手県、宮城県、福島県の3県でも7月から12月まで放送された。
- IBC岩手放送：日　5:45～6:00
- 東北放送：日　7:30～7:45
- ラジオ福島：日　7:15～7:30